# إليزابيث فون شتيغمان
يوهانا إليزابيث فون شتيغمان (بالألمانية: Johanna Elisabeth von Staegemann، واسمها عند الولادة: فيشر) (11 أبريل 1761 – 11 يوليو 1835) كانت كاتبة ورسامة ونبيلة ألمانية. عُرفت بإقامتها لأحد أشهر الصالونات الأدبية والثقافية في ألمانيا خلال عصرها، أولًا في كونيغسبرغ، ولاحقًا في برلين.

## حياتها
وُلدت إليزابيث في مدينة كالسروه لعائلة مثقفة من الطبقة الوسطى. تزوجت لاحقًا من أوسوالد فون شتيغمان، وهو دبلوماسي ومثقف ألماني، ما أتاح لها الولوج إلى الدوائر الفكرية والسياسية العليا في مملكة بروسيا.

## نشاطها الثقافي
اشتهرت إليزابيث بإدارة صالون ثقافي أدبي راقٍ في مدينة كونيغسبرغ، جذب إليه نخبة المفكرين والفنانين والعلماء. وبعد انتقالها إلى برلين، واصلت نشاطها هناك، حيث أصبح صالونها ملتقى للتيارات الفكرية، وخصوصًا خلال التحولات السياسية والاجتماعية في أوائل القرن التاسع عشر.

## تأثيرها
ساهمت إليزابيث فون شتيغمان في تعزيز حضور المرأة في الحياة الثقافية الألمانية في عصرها، وكانت من الداعيات إلى التبادل الفكري بين الطبقات والنخب الثقافية. كما احتفظت بمراسلات مع عدد من كبار مفكري العصر، مما وفّر مادة غنية للدراسات الثقافية والتاريخية لاحقًا.

## الوفاة
توفيت في برلين عام 1835 عن عمر ناهز 74 عامًا.

## وصلات خارجية
- سيرة إليزابيث فون شتيغمان – السيرة الذاتية الألمانية
- Britannica – Elisabeth von Staegemann